# Grande Prêmio da Malásia de 2017
Grande Prêmio da Malásia de 2017 (formalmente denominado 2017 Formula 1 Petronas Malaysia Grand Prix) é a décima quinta etapa da temporada de 2017 da Fórmula 1. Foi disputada em 1 de outubro de 2017 no Circuito Internacional de Sepang, Sepang, Malásia.

## Relatório

### Antecedentes
STR efetiva Pierre Gasly no lugar de Daniil Kvyat a partir do GP da Malásia, Francês, campeão da GP2 em 2016, terá sua primeira chance em um GP de Fórmula 1. Chefe da STR diz que Kvyat "não mostrou seu verdadeiro potencial" nesta temporada. 

### Treino Classificatório
Q1
Ao contrário do que aconteceu nos treinos livres, a Mercedes dominou a primeira parte do treino classificatório, com Hamilton anotando o melhor tempo do Q1: 1m31s605. Bottas foi o terceiro colocado, 0s649 atrás do companheiro de equipe, com Verstappen entre as duas flechas de prata. Após trocar sua unidade de potência, Vettel reclamou no rádio de problemas no turbo e voltou ao box. A Ferrari tentou solucionar o contratempo, porém o alemão sequer conseguiu retornar à pista, ficando com a última posição no grid. Destaque para Massa em quinto e Pierre Gasly, em sua primeira classificação na F1, em oitavo.
Eliminados: Romain Grosjean (Haas), Kevin Magnussen (Haas), Pascal Wehrlein (Sauber), Marcus Ericsson (Sauber) e Sebastian Vettel (Ferrari).
Q2
Se no Q1 Hamilton foi o mais rápido, na segunda parte do classificatório foi a vez de Bottas colocar a Mercedes na ponta com 1m30s803. Única Ferrari na pista, Raikkonen terminou em segundo, 0s123 atrás do compatriota, seguido de Verstappen com a RBR. Massa não conseguiu repetir o bom desempenho do Q1 e acabou superado por Alonso nos segundos finais da sessão, terminando fora do Q3, em 11º. Estreando na STR, Gasly largará em 15º, com uma volta 0s156 mais lenta que a do companheiro de equipe Sainz, o 14º.
Eliminados: Felipe Massa (Williams), Jolyon Palmer (Renault), Lance Stroll (Williams), Carlos Sainz Jr. (Toro Rosso) e Pierre Gasly (Toro Rosso).
Q3
A parte final do treino de classificação para o GP da Malásia começou com Hamilton mostrando que estava bastante disposto a conquistar a 70ª pole position na carreira. Com 1m30s076, o inglês tomou a ponta da sessão, seguido de perto pela Ferrari de Raikkonen. O finlandês bem que tentou, fez uma grande volta, mas terminou em segundo, 0s045 atrás do tricampeão mundial. Pole para o líder absoluto do campeonato, que, neste domingo, tentará ampliar ainda mais a vantagem para Vettel na ponta da tabela.

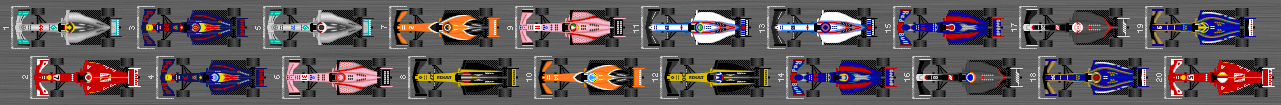
Grid de Largada

### Corrida
Pré-Corrida
Se o sábado já tinha sido ruim para a Ferrari com o problema no motor do carro de Vettel, o domingo começou ainda pior. Assim que saiu dos boxes para fazer a volta de instalação, Raikkonen relatou falta de potência no propulsor italiano, para desespero da equipe. Com o carro estacionado no grid, os mecânicos tiraram a capa do motor, tentaram corrigir o problema, porém, sem sucesso. Kimi, então, voltou ao box e por ali ficou.
Corrida
Sem Raikkonen na cola, Hamilton manteve a ponta, enquanto Bottas partiu para cima de Ricciardo, ultrapassando o australiano para ser terceiro. O finlandês da Mercedes ainda tentou superar Verstappen, mas o holandês se defendeu bem, permanecendo na vice-liderança. No meio do grid, Massa foi tocado por Ocon, que teve que ir aos boxes efetuar troca dos pneus. Vettel saiu de último e em duas voltas alcançou a 12ª colocação.
Buscando sua primeira vitória na temporada, Verstappen não toma conhecimento de Hamilton, encostando no final da reta e, por dentro, tomando a liderança do inglês da Mercedes. Após grande início de prova, Vettel empacou atrás de Alonso e perdeu algumas voltas até, enfim, conseguir a ultrapassagem sobre o espanhol bicampeão do mundo. Alemão da Ferrari entra no top 10 pela primeira vez na corrida. Ricciardo e Bottas duelam pela terceira colocação, até que o australiano consegue a manobra por dentro e toma a posição do finlandês da Mercedes. Na briga interna na Williams: Massa defende a posição contra o novato Lance Stroll. O canadense reclama do brasileiro no rádio. Stroll não desiste, parte para cima do "professor" Massa e dá o troco no brasileiro. 13ª posição para o canadense de 18 anos. Vettel segue galgando posições e consegue a ultrapassagem sobre Pérez, assumindo a quinta colocação. Ocon e Sainz Jr. se tocam em briga por posição. Pior para o francês da Force India, que cai para a 12ª colocação. Vettel encosta em Bottas, enquanto Hamilton faz sua primeira parada. O inglês coloca pneus macios. Se antes o entrevero foi com Sainz Jr., agora Ocon se estranha com Massa. O alemão da Ferrari antecipa a parada e coloca pneus supermacios. Bottas vai aos boxes e volta atrás do rival. Alonso e Magnussen duelam pela 13ª colocação, com o espanhol dando um "chega pra lá" no dinamarquês da Haas. Palmer e Magnussen se atrapalham e quase atingem Verstappen. Vettel tenta a aproximação, mas não consegue ultrapassar Ricciardo. Verstappen venceu a corrida.
Após a bandeirada, Vettel se chocou com Stroll e teve que pegar carona com Wehrlein para voltar ao box.

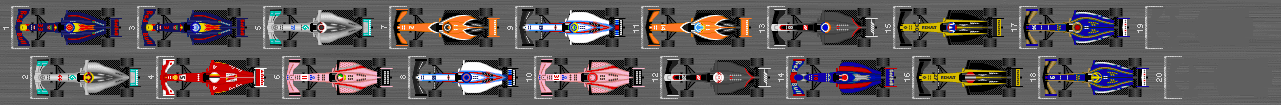
Resultado da corrida

## Pneus
| Nome do composto | Cor | Banda de rolamento | Condições de Tempo | Dry Type                           | Aderência      | Longevidade   |
| ---------------- | --- | ------------------ | ------------------ | ---------------------------------- | -------------- | ------------- |
| Super Macio      |     | Slick (P Zero)     | Seco               | Supersoft                          | Mais aderência | Menos durável |
| Macio            |     | Slick (P Zero)     | Seco               | Soft                               | Médio          | Médio         |
| Medio            |     | Slick (P Zero)     | Seco               | Medium                             | Médio          | Médio         |
| Intermediário    |     | Sulcos (Cinturato) | Molhado            | Intermediate (água não estagnante) | —              | —             |
| Chuva            |     | Sulcos (Cinturato) | Molhado            | Wet (água estagnante)              | —              | —             |

## Resultados

### Treino Classificatório
| Pos.                    | Nº | Piloto            | Construtor                | Q1       | Q2       | Q3       | Grid |
| ----------------------- | -- | ----------------- | ------------------------- | -------- | -------- | -------- | ---- |
| 1                       | 44 | Lewis Hamilton    | Mercedes                  | 1:31.605 | 1:30.977 | 1:30.076 | 1    |
| 2                       | 7  | Kimi Räikkönen    | Ferrari                   | 1:32.259 | 1:30.926 | 1:30.121 | 2    |
| 3                       | 33 | Max Verstappen    | Red Bull Racing-TAG Heuer | 1:31.920 | 1:30.931 | 1:30.541 | 3    |
| 4                       | 3  | Daniel Ricciardo  | Red Bull Racing-TAG Heuer | 1:32.416 | 1:31.061 | 1:30.595 | 4    |
| 5                       | 77 | Valtteri Bottas   | Mercedes                  | 1:32.254 | 1:30.803 | 1:30.758 | 5    |
| 6                       | 31 | Esteban Ocon      | Force India-Mercedes      | 1:32.527 | 1:31.651 | 1:31.478 | 6    |
| 7                       | 2  | Stoffel Vandoorne | McLaren-Honda             | 1:32.838 | 1:31.848 | 1:31.582 | 7    |
| 8                       | 27 | Nico Hülkenberg   | Renault                   | 1:32.586 | 1:31.778 | 1:31.607 | 8    |
| 9                       | 11 | Sergio Pérez      | Force India-Mercedes      | 1:32.768 | 1:31.484 | 1:31.658 | 9    |
| 10                      | 14 | Fernando Alonso   | McLaren-Honda             | 1'33"049 | 1'32"010 | 1'31"704 | 10   |
| 11                      | 19 | Felipe Massa      | Williams-Mercedes         | 1:32.267 | 1:32.034 | —        | 11   |
| 12                      | 30 | Jolyon Palmer     | Renault                   | 1:32.576 | 1:32.100 | —        | 12   |
| 13                      | 18 | Lance Stroll      | Williams-Mercedes         | 1:33.000 | 1:32.307 | —        | 13   |
| 14                      | 55 | Carlos Sainz Jr.  | Toro Rosso-Renault        | 1:32.650 | 1:32.402 | —        | 14   |
| 15                      | 10 | Pierre Gasly      | Toro Rosso-Renault        | 1:32.547 | 1:32.558 | —        | 15   |
| 16                      | 8  | Romain Grosjean   | Haas-Ferrari              | 1:33.308 | —        | —        | 16   |
| 17                      | 20 | Kevin Magnussen   | Haas-Ferrari              | 1:33.434 | —        | —        | 17   |
| 18                      | 94 | Pascal Wehrlein   | Sauber-Ferrari            | 1:33.483 | —        | —        | 18   |
| 19                      | 9  | Marcus Ericsson   | Sauber-Ferrari            | 1:33.970 | —        | —        | 19   |
| Tempo dos 107%:1:38.017 |    |                   |                           |          |          |          |      |
| 20                      | 5  | Sebastian Vettel  | Ferrari                   | S/Tempo  | —        | —        | 20 1 |
| Fonte:                  |    |                   |                           |          |          |          |      |

Notas
↑1  - Sebastian Vettel não conseguiu definir o tempo, dentro do requisito de 107%, mas recebeu a permissão dos comissários de correr na prova.

### Corrida
| Pos.   | Nu. | Piloto            | Construtor           | Voltas | Tempo/Retirado | Grid | Pontos |
| ------ | --- | ----------------- | -------------------- | ------ | -------------- | ---- | ------ |
| 1      | 33  | Max Verstappen    | Red Bull-TAG Heuer   | 56     | 1:30:01.290    | 3    | 25     |
| 2      | 44  | Lewis Hamilton    | Mercedes             | 56     | +12.770        | 1    | 18     |
| 3      | 3   | Daniel Ricciardo  | Red Bull-TAG Heuer   | 56     | +22.519        | 4    | 15     |
| 4      | 5   | Sebastian Vettel  | Ferrari              | 56     | +37.362        | 20   | 12     |
| 5      | 77  | Valtteri Bottas   | Mercedes             | 56     | +56.021        | 5    | 10     |
| 6      | 11  | Sergio Pérez      | Force India-Mercedes | 56     | +78.630        | 9    | 8      |
| 7      | 2   | Stoffel Vandoorne | McLaren-Honda        | 55     | +1 volta       | 7    | 6      |
| 8      | 18  | Lance Stroll      | Williams-Mercedes    | 55     | +1 volta       | 13   | 4      |
| 9      | 19  | Felipe Massa      | Williams-Mercedes    | 55     | +1 volta       | 11   | 2      |
| 10     | 31  | Esteban Ocon      | Force India-Mercedes | 55     | +1 volta       | 6    | 1      |
| 11     | 14  | Fernando Alonso   | McLaren-Honda        | 55     | +1 volta       | 10   |        |
| 12     | 20  | Kevin Magnussen   | Haas-Ferrari         | 55     | +1 volta       | 17   |        |
| 13     | 10  | Pierre Gasly      | Toro Rosso-Renault   | 55     | +1 volta       | 15   |        |
| 14     | 8   | Romain Grosjean   | Haas-Ferrari         | 55     | +1 volta       | 16   |        |
| 15     | 30  | Jolyon Palmer     | Renault              | 55     | +1 volta       | 12   |        |
| 16     | 27  | Nico Hülkenberg   | Renault              | 55     | +1 volta       | 8    |        |
| 17     | 94  | Pascal Wehrlein   | Sauber-Ferrari       | 55     | +1 volta       | 18   |        |
| 18     | 9   | Marcus Ericsson   | Sauber-Ferrari       | 54     | +2 voltas      | 19   |        |
| Ret    | 55  | Carlos Sainz Jr.  | Toro Rosso-Renault   | 30     | Motor          | 14   |        |
| DNS    | 7   | Kimi Räikkönen    | Ferrari              | 0      | Bateria        | 2    |        |
| Fonte: |     |                   |                      |        |                |      |        |

## Voltas na Liderança
- Commons

| Nº de Voltas | Piloto           | Voltas           |
| ------------ | ---------------- | ---------------- |
| 51           | Max Verstappen   | (4-27) e (30-56) |
| 3            | Lewis Hamilton   | (1-3)            |
| 2            | Daniel Ricciardo | (28-29)          |

## Curiosidade
- Última corrida do Grande Prêmio da Malásia na Fórmula 1.
- Primeira corrida de Pierre Gasly.

## 2017DHLFastest Pit Stop Award

### Resultado
| 1      | 33 | Max Verstappen   | Red Bull-TAG Heuer   | 2.21 | 25 |
| 2      | 5  | Sebastian Vettel | Ferrari              | 2.25 | 18 |
| 3      | 19 | Felipe Massa     | Williams-Mercedes    | 2.39 | 15 |
| 4      | 31 | Esteban Ocon     | Force India-Mercedes | 2.41 | 12 |
| 5      | 20 | Kevin Magnussen  | Haas-Ferrari         | 2.43 | 10 |
| 6      | 18 | Lance Stroll     | Williams-Mercedes    | 2.56 | 8  |
| 7      | 11 | Sergio Pérez     | Force India-Mercedes | 2.59 | 6  |
| 8      | 3  | Daniel Ricciardo | Red Bull-TAG Heuer   | 2.67 | 4  |
| 9      | 44 | Lewis Hamilton   | Mercedes             | 2.70 | 2  |
| 10     | 77 | Valtteri Bottas  | Mercedes             | 2.75 | 1  |
| Fonte: |    |                  |                      |      |    |

### Classificação
| Tabela do DHL Fastest Pit Stop Award \| Pos \| Construtor \| Pontos \| Var \| \| --- \| -------------------- \| ------ \| --- \| \| 1 \| Mercedes \| 348 \| 0 \| \| 2 \| Williams-Mercedes \| 334 \| 0 \| \| 3 \| Red Bull-TAG Heuer \| 244 \| 0 \| \| 4 \| Ferrari \| 166 \| 0 \| \| 5 \| Force India-Mercedes \| 137 \| 1 \| \| 6 \| Toro Rosso \| 129 \| 1 \| \| 7 \| Haas-Ferrari \| 118 \| 0 \| \| 8 \| McLaren-Honda \| 34 \| 0 \| \| 9 \| Renault \| 4 \| 0 \| \| 10 \| Sauber-Ferrari \| 1 \| 0 \| |                      |        |     |
| Pos | Construtor           | Pontos | Var |
| 1 | Mercedes             | 348    | 0   |
| 2 | Williams-Mercedes    | 334    | 0   |
| 3 | Red Bull-TAG Heuer   | 244    | 0   |
| 4 | Ferrari              | 166    | 0   |
| 5 | Force India-Mercedes | 137    | 1   |
| 6 | Toro Rosso           | 129    | 1   |
| 7 | Haas-Ferrari         | 118    | 0   |
| 8 | McLaren-Honda        | 34     | 0   |
| 9 | Renault              | 4      | 0   |
| 10 | Sauber-Ferrari       | 1      | 0   |

## Tabela do campeonato após a corrida
Somente as cinco primeiras posições estão incluídas nas tabelas.
| Pos | Piloto           | Pontos | Var |
| --- | ---------------- | ------ | --- |
| 1   | Lewis Hamilton   | 281    | 0   |
| 2   | Sebastian Vettel | 247    | 0   |
| 3   | Valtteri Bottas  | 222    | 0   |
| 4   | Daniel Ricciardo | 177    | 0   |
| 5   | Kimi Räikkönen   | 138    | 0   |

| Pos | Construtor           | Pontos | Var |
| --- | -------------------- | ------ | --- |
| 1   | Mercedes             | 503    | 0   |
| 2   | Ferrari              | 385    | 0   |
| 3   | Red Bull-TAG Heuer   | 271    | 0   |
| 4   | Force India-Mercedes | 133    | 0   |
| 5   | Williams-Mercedes    | 65     | 0   |